# Malabo
Malabo er hovedstaden i Ækvatorialguinea. Byen, som har 297.000(2018) indbyggere, ligger på nordkysten af øen Bioko på kanten af en tidligere kollapset vulkan.
Byen blev grundlagt af Storbritannien i 1827 og fik dengang navnet Port Clarence. Storbritannien havde lejet øen af Spanien og opbyggede en flådebase i byens naturlige havn, hvorfra de forsøgte at bekæmpe handelen med slaver. Mange frigivne slaver blev også bosat på øen, indtil Sierra Leone blev grundlagt som et hjemsted for frigivne slaver.
Da Spanien atter overtog byen, gav de den navnet Santa Isabel, og først i 1973 fik byen sit nuværende navn Malabo. Forinden var byen blevet hovedstad i Ækvatorialguinea, efter at hovedstaden i 1969 var flyttet hertil fra byen Bata på det afrikanske fastland.